# Dèrassi
Dèrassi ist eine Stadt und ein Arrondissement im Departement Borgou im westafrikanischen Staat Benin. Es ist eine Verwaltungseinheit, die der Gerichtsbarkeit der Kommune Kalalè untersteht.

## Demografie und Verwaltung
Gemäß der Volkszählung 2013 des beninischen Statistikamtes INSAE hatte das Arrondissement 19.861 Einwohner, davon waren 9789 männlich und 10.072 weiblich.
Von den 76 Dörfern und Quartieren der Kommune Kalalè entfallen elf auf Dèrassi:
1. Alafiarou-Dérassi
2. Dérassi
3. Gannourè-Hèrè
4. Gnel-Kélé
5. Guiri-Peulh
6. Guiri-Gando
7. Kakatinnin
8. Mareguinta
9. Matchorè
10. Toucarè
11. Wonko